# José Suárez Carreño
José Suárez Carreño (Guadalupe, México, 1915 - Madrid, España, 20 de diciembre de 2002) fue un escritor hispano-mexicano.

## Biografía
Nació en Guadalupe (México) en 1915, trasladándose a Valladolid en la adolescencia. Se licenció en Derecho por la Universidad de Valladolid, militando en la FUE, lo que le valió ser detenido por las autoridades franquistas. En 1939 ya estaba asentado en Madrid, residiendo en la misma pensión que José María de Cossío, de quien fue amigo. Se dio a conocer con  el premio Adonais de Poesía, que recibió en 1943 por su obra Edad del hombre, compartiéndolo con Vicente Gaos por Arcángel de mi noche y Alfonso Moreno por El vuelo de la carne.
En 1949 gana el premio Nadal con Las últimas horas. Esta novela marca, junto a La colmena de Camilo José Cela y La noria de Luis Romero, el punto de partida para una nueva etapa dentro de la novela social española. La crítica fue unánime en su elogio a Proceso personal, novela publicada en 1955. Con su obra dramática Condenados (1951) consiguió el premio Lope de Vega de teatro. En lo político, colaboró en 1956 con Joaquín Ruiz-Giménez en la fundación del Partido de Acción Democrática.

## Obras

### Poesía
- La tierra amenazada, 1943
- Edad del hombre, 1944, premio Adonáis de Poesía

### Novela
- Las últimas horas, 1949, premio Nadal
- Proceso personal, 1955

### Teatro
- Condenados, 1951, premio Lope de Vega

## Guionista de cine
Desarrolla también su actividad creativa como guionista de cine, en películas originales y en otras en las que adapta sus novelas a la forma de guion cinematográfico:
- Cabaret (1953), dirigida por Eduardo Manzano con guion de José Suárez Carreño y Eduardo Manzano.
- Condenados con el guion de su obra teatral premio Lope de Vega, Manuel Mur Oti estrenada en  1953.
- Fulano y Mengano (1957), adaptación al cine de su novela Proceso personal  con guion del mismo escritor y de Jesús Franco, dirigida por Joaquín Romero Marchent
- Juicio  final (1955), adaptación de la novela Las últimas horas. Fue llevada al cine con guion del mismo autor y de José María Ochoa, dirigida por José Ochoa.
- Juanillo, mamá y papá (1957), de José Suárez Carreño y Giovanni d'Eramo
- Proceso a la conciencia (1964), dirigida por Agustín Navarro con guion de Agustín Navarro y José Suárez Carreño.
- Llovidos del cielo (1962), dirigida por Arturo Ruiz Castillo y guion de José Suárez Carreño y Arturo Ruiz Castillo.

## Premios
- Premio Adonais, en 1943 por Edad del hombre
- Premio Nadal, en 1949 por su novela Las últimas horas
- Premio Lope de Vega, en 1951 por el drama Condenados